# Kanton Lanslebourg-Mont-Cenis
Kanton Lanslebourg-Mont-Cenis (francouzsky Canton de Lanslebourg-Mont-Cenis) je francouzský kanton v departementu Savojsko v regionu Rhône-Alpes. Tvoří ho sedm obcí.

## Obce kantonu
- Bessans
- Bonneval-sur-Arc
- Bramans
- Lanslebourg-Mont-Cenis
- Lanslevillard
- Sollières-Sardières
- Termignon